# Georgia all'Eurovision Young Musicians
La Georgia ha debuttato all'Eurovision Young Musicians 2012, svoltosi a Vienna, in Austria, ma dopo quell'edizione non ha più espresso il desiderio di tornare a partecipare.

## Partecipazioni
- Primo posto
- Secondo posto
- Terzo posto

| Anno                                    | Artista         | Strumento   | Canzone | Posizione       | Posizione       |
| Anno                                    | Artista         | Strumento   | Canzone | Finale          | Semifinale      |
| --------------------------------------- | --------------- | ----------- | --- | --------------- | --------------- |
| 2012                                    | Lizi Ramishvili | Violoncello | 1) Largo di Verancini 2) Variazioni sulla prima corda di Paganini 3) Il volo del calabrone di Rimsky-Korsakov | Non qualificata | Non qualificata |
| Nessuna partecipazione dal 2014 al 2024 |                 |             | |                 |                 |